# 比更士菲足球會
比更士菲足球會（Beaconsfield SYCOB F.C.）是一支位於英格蘭比更士菲的職業足球會，目前於英格蘭足球南部聯賽超聯組南角逐。

## 外部連結
- Club website
- Pyramid Passion feature on their ground （页面存档备份，存于）